# Orville Gibson
Pour l’article homonyme, voir Gibson.
Orville H. Gibson, né en 1856 à Chateaugay, New York, et mort le 21 août 1918 à Ogdensburg, New York, est un luthier, fondateur de l'entreprise Gibson en 1902 et grand nom de la guitare.
Avant de fabriquer des instruments à temps plein, Orville Gibson enchaîna les petits boulots tout en assouvissant sa passion : construire des guitares et des mandolines. En 1898, il dépose son unique brevet, protégeant une innovation sur la forme des mandolines. Il est vrai que son design s'éloignait beaucoup des formes traditionnelles de style italien, et Gibson modifia aussi les parties mécaniques en conséquence ; dos de la caisse de résonance relativement aplati, surface de la table d'harmonie bombée, manche plus long… Le corps avait deux formes possibles, teardrop ou Florentin.
Il finit par céder les droits exclusifs de son brevet en 1904 à un groupe d'hommes d'affaires. Il continua alors son métier de luthier à temps partiel ou à temps plein dans son entreprise. Son lien à Gibson est resté assez flou dès lors, et on ne connaît pas d'instrument créé par lui après 1906 qui subsiste de nos jours.[réf. nécessaire]